# بنحاس سابير
بنحاس سابير (بالعبرية: פנחס ספיר‏) (اسمه الأصلي بنحاس كوزلوفسكي، ولد عام 1906 ومات في أغسطس 1975) سياسي إسرائيلي عمل في العقود الثلاثة بعد تأسيس دولة إسرائيل. فقد شغل منصبين مهمين في الحكومة هما وزارة المالية ووزارة التجارة في أكثر من حكومة. فضلا عن شغله مناصب أخرى.
يعتبره الإسرائيليون أبو الاقتصاد الإسرائيلي ساهم في تعزيزه وترسيخ أقدامه في السنوات الأولى للدولة. فقد كانت مهمته التعامل مع الوضع الاقتصاي مع مقاطعة جيرانه العرب لإسرائيل، وكذلك توفير العمل لأعداد كبيرة من المهاجرين، وجذب الاستثمارات الأجنبية إلى إسرائيل. اشتهر بحمله معه أينما ذهب دفتر ملاحظات لونه أسود، يدون فيها جميع ملاحظاته على الاقتصاد وعلى مشاهداته الميدانية. وقيل أن الاقتصاد الإسرائيلي كله كان يدار عبر دفتر الملاحظات الأسود هذا.
انتقده البعض في أنه ساعد بعض الأثرياء وأصحاب النفوذ في زيادة تحكمهم بالسوق. لكنه من المعروف أنه كان يعمل دائما من أجل مصلحة الاقتصاد. ففي خلال سنوات عهده كان الناتج المحلي يتجاوز نسبة 10% رغم التحديات من الداخل والخارج.

## روابط خارجية
- بنحاس سابير على موقع الموسوعة البريطانية (الإنجليزية)
- بنحاس سابير على موقع مونزينجر (الألمانية)